# Kanton Guamote
Der Kanton Guamote befindet sich in der Provinz Chimborazo zentral in Ecuador. Er besitzt eine Fläche von 1222 km². Im Jahr 2020 lag die Einwohnerzahl schätzungsweise bei 58.300. Verwaltungssitz des Kantons ist die Ortschaft Guamote mit 2648 Einwohnern (Stand 2010). Der Kanton Guamote wurde im Jahr 1944 eingerichtet.

## Lage
Der Kanton Guamote liegt im Osten der Provinz Chimborazo. Das Gebiet liegt im Hochtal zwischen den beiden Andenketten. Der Río Chambo mit seinen Zuflüssen Río Guamote und Río Cebadas entwässert das Areal nach Norden. Die Fernstraße E35 (Azogues–Riobamba) durchquert den Kanton.
Der Kanton Guamote grenzt im Osten an die Provinz Morona Santiago, im Süden an den Kanton Alausí, im Westen an den Kanton Pallatanga, im Nordwesten an den Kanton Colta sowie im Nordosten an den Kanton Riobamba.

## Verwaltungsgliederung
Der Kanton Guamote ist in die Parroquia urbana („städtisches Kirchspiel“)
- Guamote

und in die Parroquias rurales („ländliches Kirchspiel“)
- Cebadas
- Palmira

gegliedert.